# تی جی راجرز
تورمن جان «تی‌جی» راجرز (متولد ۱۵ مارس ۱۹۴۸) یک دانشمند و کارآفرین آمریکایی است. او بنیان‌گذار نیم‌رسانا سایپرس است و حق ثبت اختراعات مختلفی گرفته از نیم‌رساناها تا انرژی تا تولید شراب را در اختیار دارد. راجرز به خاطر ذکاوت در روابط عمومی، شخصیت سرسخت و حمایت جدی از سرمایه‌داری لسه فر مشهور است. او در آوریل ۲۰۱۶ پس از ۳۴ سال خدمت از سمت مدیرعامل سایپرس کنار رفت.

## حق ثبت اختراع
۱۹۷۵

US3878552 – مدار مجتمع دوقطبی و شیوه

US3924265 – ظرفیت خازنی کم دروازه NOR با ماس شیار وی و روش ساخت

## ۱۹۷۶
US3975221 – ظرفیت خازنی کم دروازه NOR با ماس شیار وی و روش ساخت

## ۱۹۸۰
US4222063 – حافظه دروازه شناور وی‌ماس با پایین آوردن ناحیه ولتاژ شکست

US4222062 – حافظه دروازه شناور وی‌ماس

## ۱۹۸۱
CA1115426 – قطعه ماس با شیار-یو

## ۱۹۸۸
US5835401 – دی‌رم با تازه‌سازی پنهان

US4764248 – فرایند لوکس اکسید نیتریده‌شدن حرارتی سریع

## ۱۹۹۹
US5977638 – لبه فلزی برای میان‌هابند لایه‌ها

## ۲۰۰۰
US6131140 – حافظه‌نهان یکپارچه‌شده با منطق کنترل سیستم و تطبیق گذرگاه رم با گنجایش‌خروجی حافظه‌نهان

## ۲۰۰۱
US6185126 – افزاره قابل‌برنامه‌ریزی مبتنی‌بر رَم با خودمقداردهی‌اولیه

## ۲۰۰۴
US6835616 – روش تشکیل یک سازه فلزی شناور در یک مدار مجتمع

US6730545 – روش انجام تولید مرحلهٔ پسین یک افزاره مدار مجتمع

US2004076712 – Fermentation tank wine press

## ۲۰۰۵
US6903002 – لایه دی‌الکتریک با کاپای-کم با شکاف‌های هوایی

US6847218 – کارت پروب با یک لایه همسازگر برای آزمایش مدارهای مجتمع

## ۲۰۰۶
US7045387 – روش انجام تولید مرحلهٔ پسین یک مدار مجتمع

## ۲۰۰۷
US7227804 – معماری منبع جریان برای کاهش جریان آماده به کار افزاره حافظه

## ۲۰۰۸
US2008315847 - مرجع گیت شناور قابل برنامه‌ریزی

US2008102160 - Wine-making press

## ۲۰۰۹
US7507944 – بسته‌بندی غیرمسطح حسگر تصویر

## ۲۰۱۷
US9624094 – سَدهای هیدروژنی در فرایند میان‌هابند مسی

## کتابشناسی - فهرست کتب
- T. J. Rodgers; William Taylor; Rick Foreman (1993). No-Excuses Management: Proven Systems for Starting Fast, Growing Quickly, and Surviving Hard Times. Bantam Dell. ISBN 978-0-385-42604-6.